# Poiana (Sohodol), Alba
Poiana (Sohodol, Alba) este un sat în comuna Sohodol din județul Alba, Transilvania, România.

## Personalități
- Nicolae Furdui Iancu (n. 1955), cântăreț român de muzică populară

 Acest articol despre o localitate din județul Alba este deocamdată un ciot. Puteți ajuta Wikipedia prin completarea lui.